# Агнець (літургія)

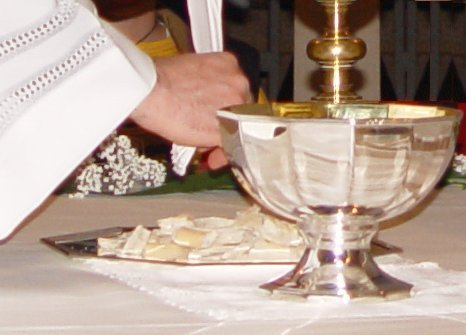
Євхаристія

А́гнець, або євхаристі́йний а́гнець (від церк.-слов. агнецъ — «ягня»; лат. Agnus Dei) — у християнстві літургійний хліб, який вживається для здійснення таїнства Євхаристії. Називається на честь Агнця Божого. Згідно з ученням Церкви, літургійні хліб і вино стають Тілом і Кров'ю Христа, яким причащаються вірні. Агнець готується священиком (або архієреєм) під час проскомідії. Проголошуючи слова пророка Ісаї: «Немов ягня на заколення ведено його. І як агнець непорочний перед тим, що стриже його, безголосий, так і він не відкриває уст своїх», священик вирізає списом (копієм) частину просфори у формі куба. Решта просфори називається антидором. Зазначаючи списом на вирізаному Агнці святий хрест, священик промовляє: «Жертвується Агнець Божий, що бере гріх світу, за життя світу і спасіння». Під час освячення цей Агнець стає Христовим Тілом.